# Collana (Bolivia)
Collana è un comune (municipio in spagnolo) della Bolivia nella provincia di Aroma (dipartimento di La Paz) con 4.061 abitanti (dato 2010).

## Cantoni
Il comune è suddiviso in 3 cantoni (popolazione 2001):
- Collana - 1.936 abitanti
- Uncallamaya - 726 abitanti
- Hichuraya Chico - 265 abitanti